# Pauline Pô
Pauline Pô (Ajaccio, 28 agosto 1904 – Cannes, 16 ottobre 1979) è stata una modella e attrice francese, vincitrice del titolo di Miss Corsica 1920 Miss Francia 1921, benché il titolo all'epoca si chiamasse "La più bella Donna di Francia".

## Biografia
Figlia di un panettiere ajaccino, a 16 anni si presentò a un concorso di bellezza organizzato dal quotidiano Le Journal. Dopo averlo vinto partecipò alla finale nazionale presso Parigi della "La più bella donna di Francia", l'odierna Miss Francia di cui fu la seconda vincitrice e l'unica vincitrice proveniente dalla Corsica.
Visse tre anni a Parigi ed ebbe una breve carriera cinematografica, poi tornò in Corsica dove si sposò ed ebbe tre figli. 
Morì a Cannes a 64 anni.

## Filmografia
- L'Éternel Amour, regia di Albert-Henri Hérault (1921)
- Favilla, regia di Ivo Illuminati (1921)
- Prix de beauté, regia di René Carrère (1922)
- Corsica, regia di Vanina Casalonga e René Carrère (1923)
- Kean ou Désordre et génie, regia  di Alexandre Volkoff (1923)
- La Fontaine des amours, regia di Roger Lion (1924)